# Estos
Estos [ɛstɔs] est une commune française, située dans le département des Pyrénées-Atlantiques en région Nouvelle-Aquitaine.
Le gentilé est Estosien.

## Géographie

### Localisation
La commune d'Estos se trouve dans le département des Pyrénées-Atlantiques, en région Nouvelle-Aquitaine.
Elle se situe à 34 km par la route de Pau, préfecture du département, et à 2,7 km d'Oloron-Sainte-Marie, sous-préfecture.
Les communes les plus proches sont : 
Ledeuix (1,1 km), Oloron-Sainte-Marie (1,7 km), Goès (1,9 km), Précilhon (2,9 km), Verdets (3,3 km), Bidos (3,4 km), Moumour (3,6 km), Estialescq (5,0 km).
Sur le plan historique et culturel, Estos fait partie de la province du Béarn, qui fut également un État et qui présente une unité historique et culturelle à laquelle s’oppose une diversité frappante de paysages au relief tourmenté.

### Communes limitrophes
Les communes limitrophes sont  Ledeuix et Oloron-Sainte-Marie.
| Ledeuix |       |                     |
|         | Estos |                     |
|         |       | Oloron-Sainte-Marie |

### Hydrographie

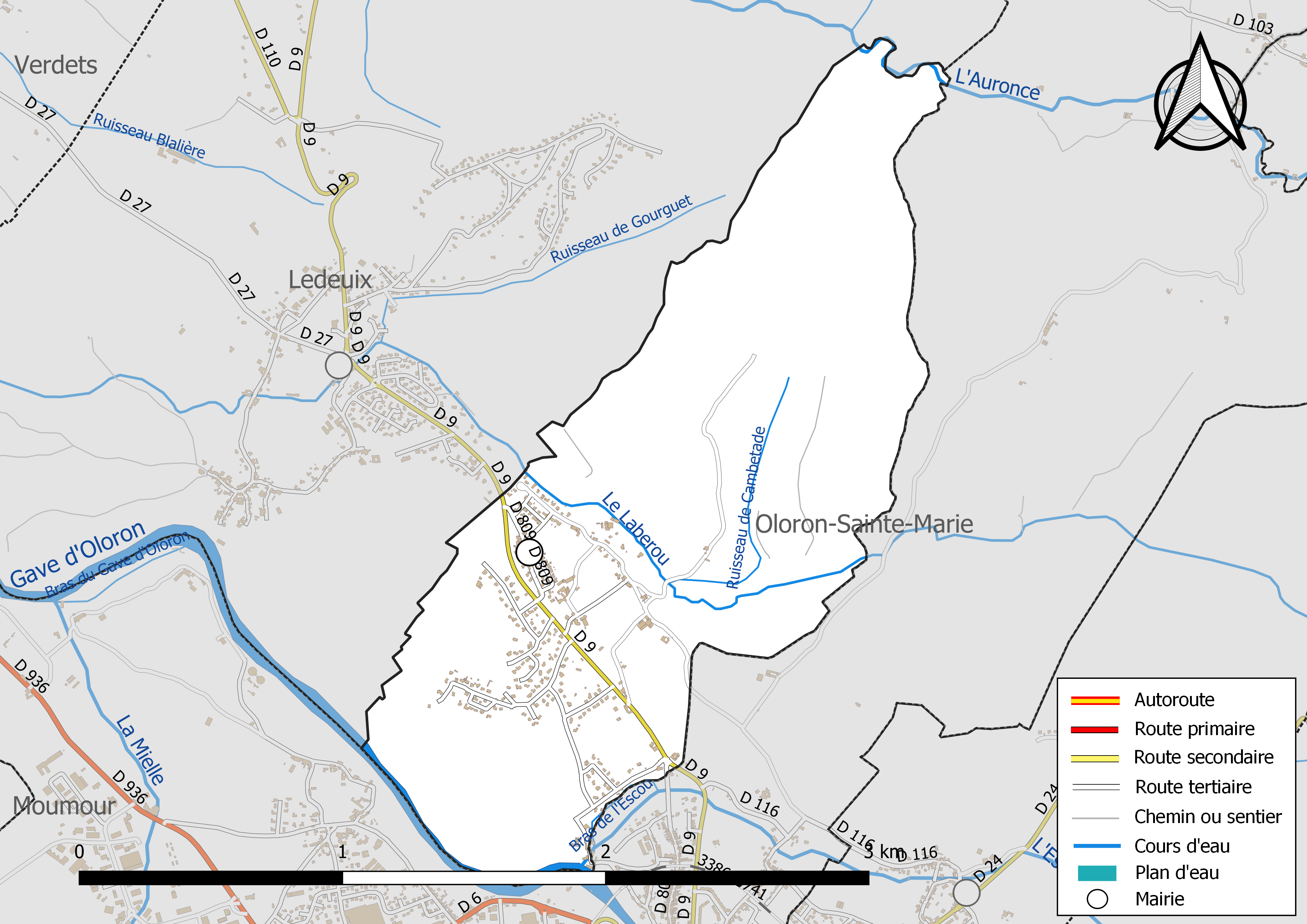
Réseaux hydrographique et routier d'Estos.

La commune est drainée par le gave d'Oloron, l'Auronce, l'Escou, le Laberou, un bras de l'Escou, le ruisseau de Cambetade, et par divers petits cours d'eau, constituant un réseau hydrographique de 4 km de longueur totale,.
Le gave d'Oloron, d'une longueur totale de 148,8 km, prend sa source dans la commune de Laruns et s'écoule vers le nord-ouest. Il traverse la commune et se jette dans le gave de Pau à Sorde-l'Abbaye, après avoir traversé 64 communes.
L'Auronce, d'une longueur totale de 22 km, prend sa source dans la commune de Lasseube et s'écoule d'est en ouest. Il traverse la commune et se jette dans le gave d'Oloron à Saucède, après avoir traversé 10 communes.
L'Escou, d'une longueur totale de 16,9 km, prend sa source dans la commune de Buzy et s'écoule du sud-est vers le nord-ouest. Il traverse la commune et se jette dans le gave d'Oloron à Estos, après avoir traversé 9 communes.

### Climat
Pour des articles plus généraux, voir Climat de la Nouvelle-Aquitaine et Climat des Pyrénées-Atlantiques.
Historiquement, la commune est exposée à un climat de montagne.  
En 2020, Météo-France publie une typologie des climats de la France métropolitaine dans laquelle la commune est toujours exposée à un climat de montagne et est dans la région climatique Pyrénées atlantiques, caractérisée par une pluviométrie élevée (>1 200 mm/an) en toutes saisons, des hivers très doux (7,5 °C en plaine) et des vents faibles.
Pour la période 1971-2000, la température annuelle moyenne est de 12,9 °C, avec une amplitude thermique annuelle de 13,7 °C. Le cumul annuel moyen de précipitations est de 1 232 mm, avec 11,7 jours de précipitations en janvier et 8,6 jours en juillet. Pour la période 1991-2020, la température moyenne annuelle observée sur la station météorologique la plus proche, située sur la commune d'Oloron-Sainte-Marie à 2 km à vol d'oiseau, est de 13,1 °C et le cumul annuel moyen de précipitations est de 1 491,4 mm,. Pour l'avenir, les paramètres climatiques de la commune estimés pour 2050 selon différents scénarios d’émission de gaz à effet de serre sont consultables sur un site dédié publié par Météo-France en novembre 2022.

### Milieux naturels et biodiversité

#### Réseau Natura 2000
Le réseau Natura 2000 est un réseau écologique européen de sites naturels d'intérêt écologique élaboré à partir des Directives « Habitats » et « Oiseaux », constitué de zones spéciales de conservation (ZSC) et de zones de protection spéciale (ZPS).
Un site Natura 2000 a été défini sur la commune au titre de la « directive Habitats » : « le gave d'Oloron (cours d'eau) et marais de Labastide-Villefranche », d'une superficie de 2 547 ha, une rivière à saumon et écrevisse à pattes blanches,.

## Urbanisme

### Typologie
Au 1er janvier 2024, Estos est catégorisée petite ville, selon la nouvelle grille communale de densité à sept niveaux définie par l'Insee en 2022.
Elle appartient à l'unité urbaine d'Oloron-Sainte-Marie, une agglomération intra-départementale regroupant neuf  communes, dont elle est une commune de la banlieue,,. Par ailleurs la commune fait partie de l'aire d'attraction d'Oloron-Sainte-Marie, dont elle est une commune du pôle principal,. Cette aire, qui regroupe 44 communes, est catégorisée dans les aires de moins de 50 000 habitants,.

### Occupation des sols

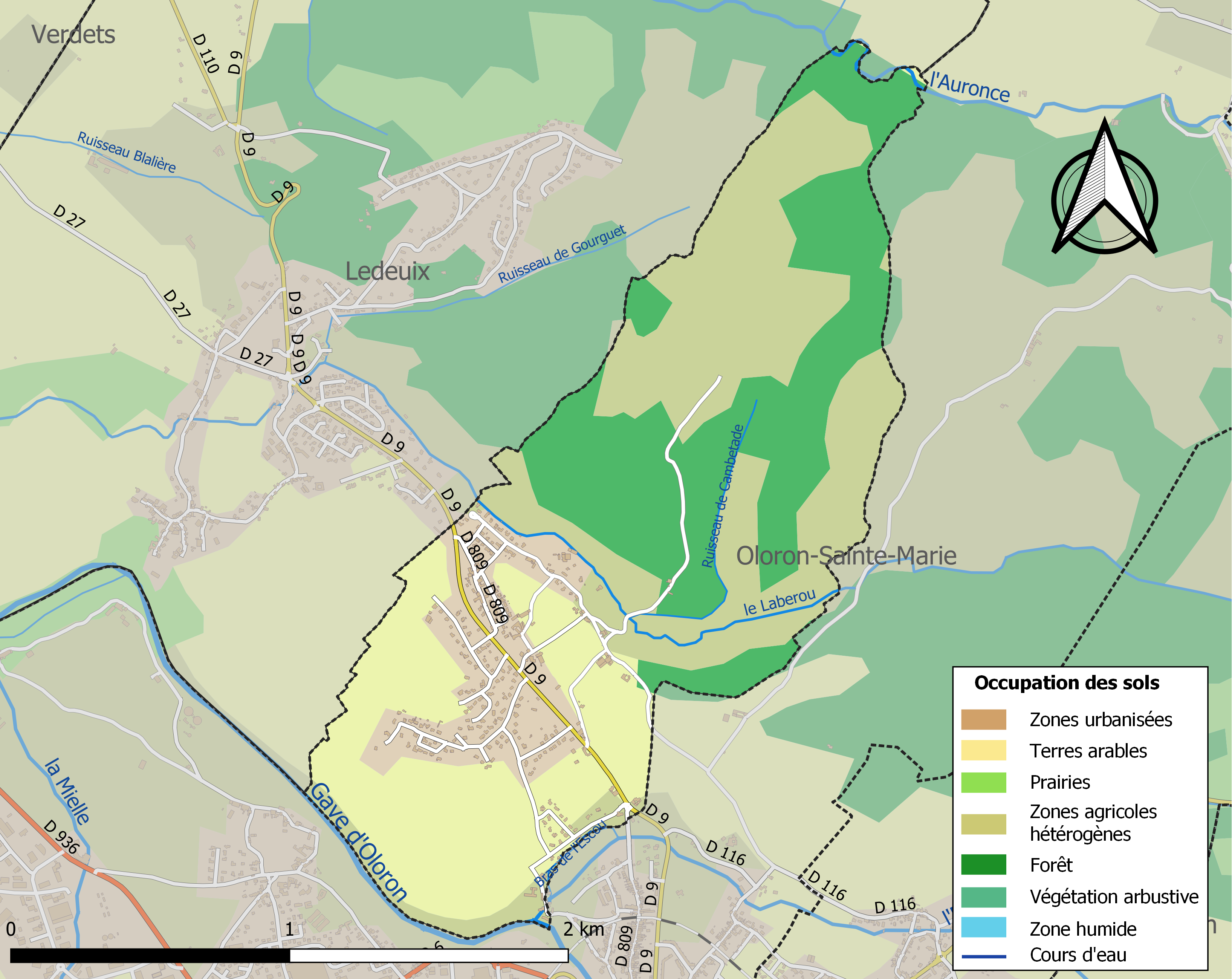
Carte des infrastructures et de l'occupation des sols de la commune en 2018 (CLC).

L'occupation des sols de la commune, telle qu'elle ressort de la base de données européenne d’occupation biophysique des sols Corine Land Cover (CLC), est marquée par l'importance des territoires agricoles (59,8 % en 2018), en diminution par rapport à 1990 (61 %). La répartition détaillée en 2018 est la suivante : 
zones agricoles hétérogènes (35,5 %), forêts (28,2 %), terres arables (24,3 %), zones urbanisées (12,1 %). L'évolution de l’occupation des sols de la commune et de ses infrastructures peut être observée sur les différentes représentations cartographiques du territoire : la carte de Cassini (XVIIIe siècle), la carte d'état-major (1820-1866) et les cartes ou photos aériennes de l'IGN pour la période actuelle (1950 à aujourd'hui).

### Lieux-dits et hameaux
- le Bois
- Lacampagne

### Risques majeurs
Le territoire de la commune d'Estos est vulnérable à différents aléas naturels : météorologiques (tempête, orage, neige, grand froid, canicule ou sécheresse), inondations et séisme (sismicité moyenne). Il est également exposé à un risque technologique,  le transport de matières dangereuses. Un site publié par le BRGM permet d'évaluer simplement et rapidement les risques d'un bien localisé soit par son adresse soit par le numéro de sa parcelle.

#### Risques naturels
Certaines parties du territoire communal sont susceptibles d’être affectées par le risque d’inondation par une crue à  débordement lent de cours d'eau, notamment le gave d'Oloron, le Escou et l'Auronce. La commune a été reconnue en état de catastrophe naturelle au titre des dommages causés par les inondations et coulées de boue survenues en 1982, 1988, 1999, 2008 et 2009,.

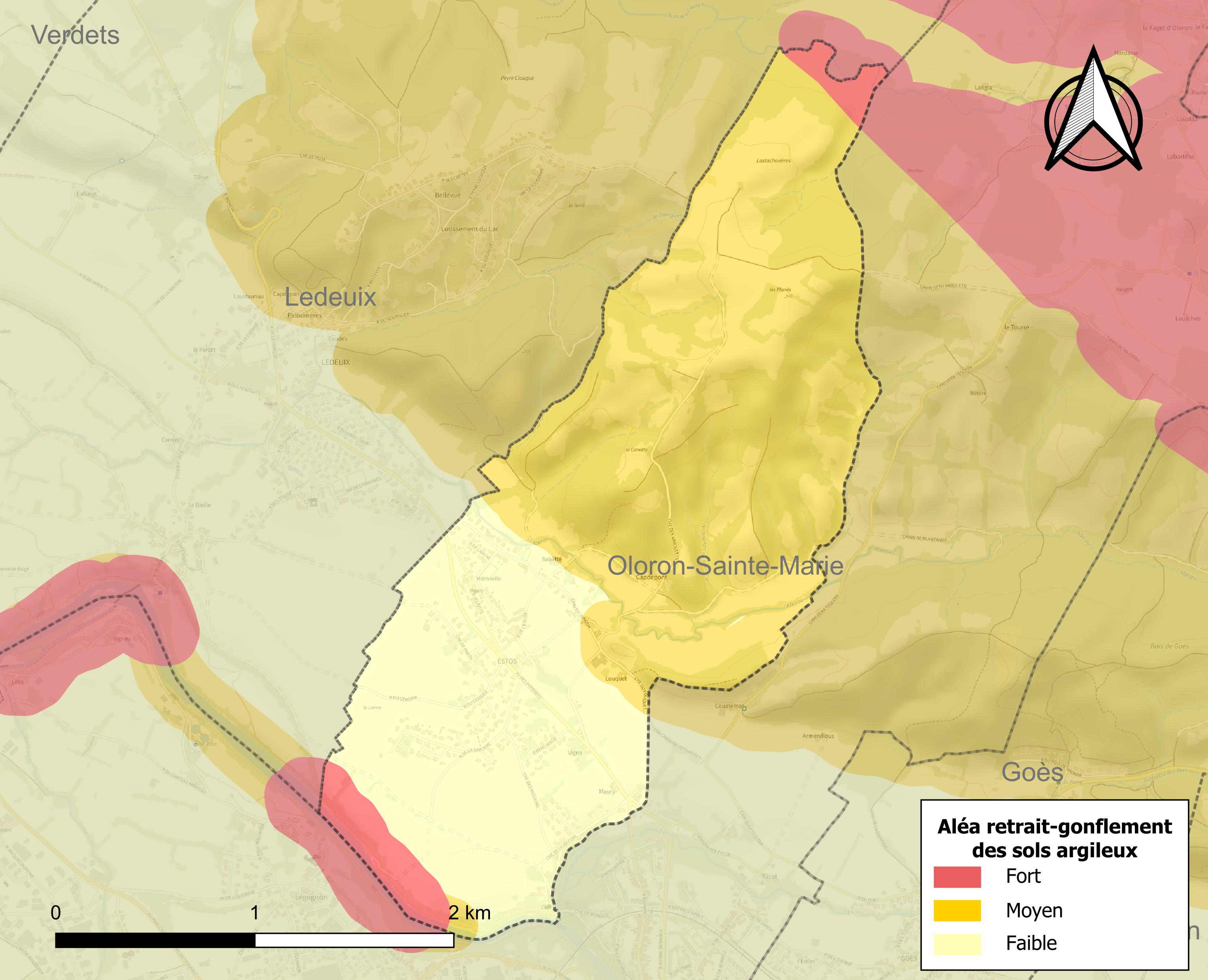
Carte des zones d'aléa retrait-gonflement des sols argileux d'Estos.

Le retrait-gonflement des sols argileux est susceptible d'engendrer des dommages importants aux bâtiments en cas d’alternance de périodes de sécheresse et de pluie. 65,1 % de la superficie communale est en aléa moyen ou fort (59 % au niveau départemental et 48,5 % au niveau national). Depuis le 1er octobre 2020, en application de la loi ELAN, différentes contraintes s'imposent aux vendeurs, maîtres d'ouvrages ou constructeurs de biens situés dans une zone classée en aléa moyen ou fort,.

## Toponymie
Le toponyme Estos apparaît sous les formes 
Stos (1368, notaires de Lucq), 
Astos (1402, censier de Béarn) et 
Sent Berthomiu d'Estos (1434, notaires d'Oloron).

## Histoire
Paul Raymond note que la commune comptait une abbaye laïque, vassale de la vicomté de Béarn.

En 1385, Estos dépendait du bailliage d'Oloron et comptait 4 feux.

## Politique et administration
| Période                                  | Période  | Identité          | Étiquette | Qualité |
| ---------------------------------------- | -------- | ----------------- | --------- | ------- |
| 1995                                     | 2008     | Jean Lartigue     |           |         |
| 2008                                     | 2020     | Alain Teulade     |           |         |
| 2020                                     | En cours | Philippe Sansamat |           |         |
| Les données manquantes sont à compléter. |          |                   |           |         |

### Intercommunalité
La commune fait partie de quatre structures intercommunales :
- la communauté de communes du Pays d'Oloron et des Vallées du Haut Béarn ;
- le syndicat AEP Estos-Ledeuix-Verdets ;
- le syndicat d'énergie des Pyrénées-Atlantiques ;
- le syndicat intercommunal pour l'assainissement de l'Escou.

## Population et société

### Démographie
L'évolution du nombre d'habitants est connue à travers les recensements de la population effectués dans la commune depuis 1793. Pour les communes de moins de 10 000 habitants, une enquête de recensement portant sur toute la population est réalisée tous les cinq ans, les populations de référence des années intermédiaires étant quant à elles estimées par interpolation ou extrapolation. Pour la commune, le premier recensement exhaustif entrant dans le cadre du nouveau dispositif a été réalisé en 2005.

En 2022, la commune comptait 488 habitants, en évolution de −7,05 % par rapport à 2016 (Pyrénées-Atlantiques : +3,78 %, France hors Mayotte : +2,11 %).
| 1793 | 1800 | 1806 | 1821 | 1831 | 1836 | 1841 | 1846 | 1851 |
| ---- | ---- | ---- | ---- | ---- | ---- | ---- | ---- | ---- |
| 180  | 158  | 154  | 187  | 151  | 165  | 155  | 170  | 192  |

| 1856 | 1861 | 1866 | 1872 | 1876 | 1881 | 1886 | 1891 | 1896 |
| ---- | ---- | ---- | ---- | ---- | ---- | ---- | ---- | ---- |
| 180  | 167  | 156  | 149  | 146  | 153  | 144  | 140  | 141  |

| 1901 | 1906 | 1911 | 1921 | 1926 | 1931 | 1936 | 1946 | 1954 |
| ---- | ---- | ---- | ---- | ---- | ---- | ---- | ---- | ---- |
| 141  | 130  | 127  | 138  | 134  | 145  | 129  | 152  | 153  |

| 1962 | 1968 | 1975 | 1982 | 1990 | 1999 | 2005 | 2006 | 2010 |
| ---- | ---- | ---- | ---- | ---- | ---- | ---- | ---- | ---- |
| 161  | 196  | 265  | 320  | 389  | 426  | 441  | 451  | 527  |

| 2015 | 2020 | 2022 | - | - | - | - | - | - |
| ---- | ---- | ---- | - | - | - | - | - | - |
| 525  | 495  | 488  | - | - | - | - | - | - |

La commune fait partie de l'aire d'attraction d'Oloron-Sainte-Marie.

## Économie
L'activité est principalement agricole (polyculture, élevage, pâturage). La commune fait partie de la zone d'appellation de l'ossau-iraty.

## Culture locale et patrimoine

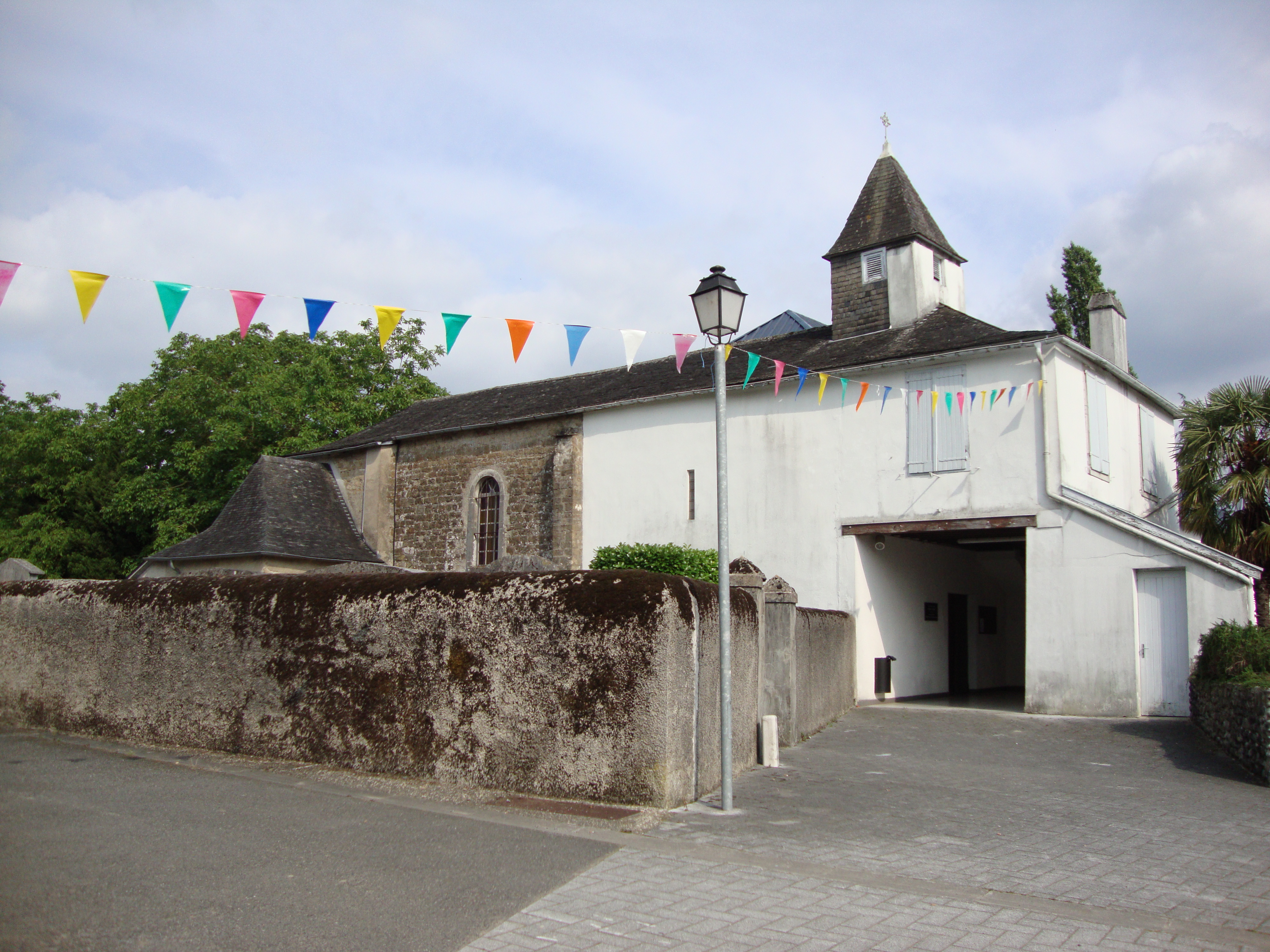
L'église

Fête communale  début juillet

### Patrimoine civil
Dans la banlieue nord oloronaise, Estos possède un manoir du XVIIIe siècle où vécut et mourut le chanteur Pierre de Jélyotte, né à Lasseube en 1719. Il devint la coqueluche de la cour de Louis XV, où il fit connaître et apprécier, (à l'instar de l'aspois Cyprien Despourrins, plus tôt), les chants pyrénéens.

## Personnalités liées à la commune

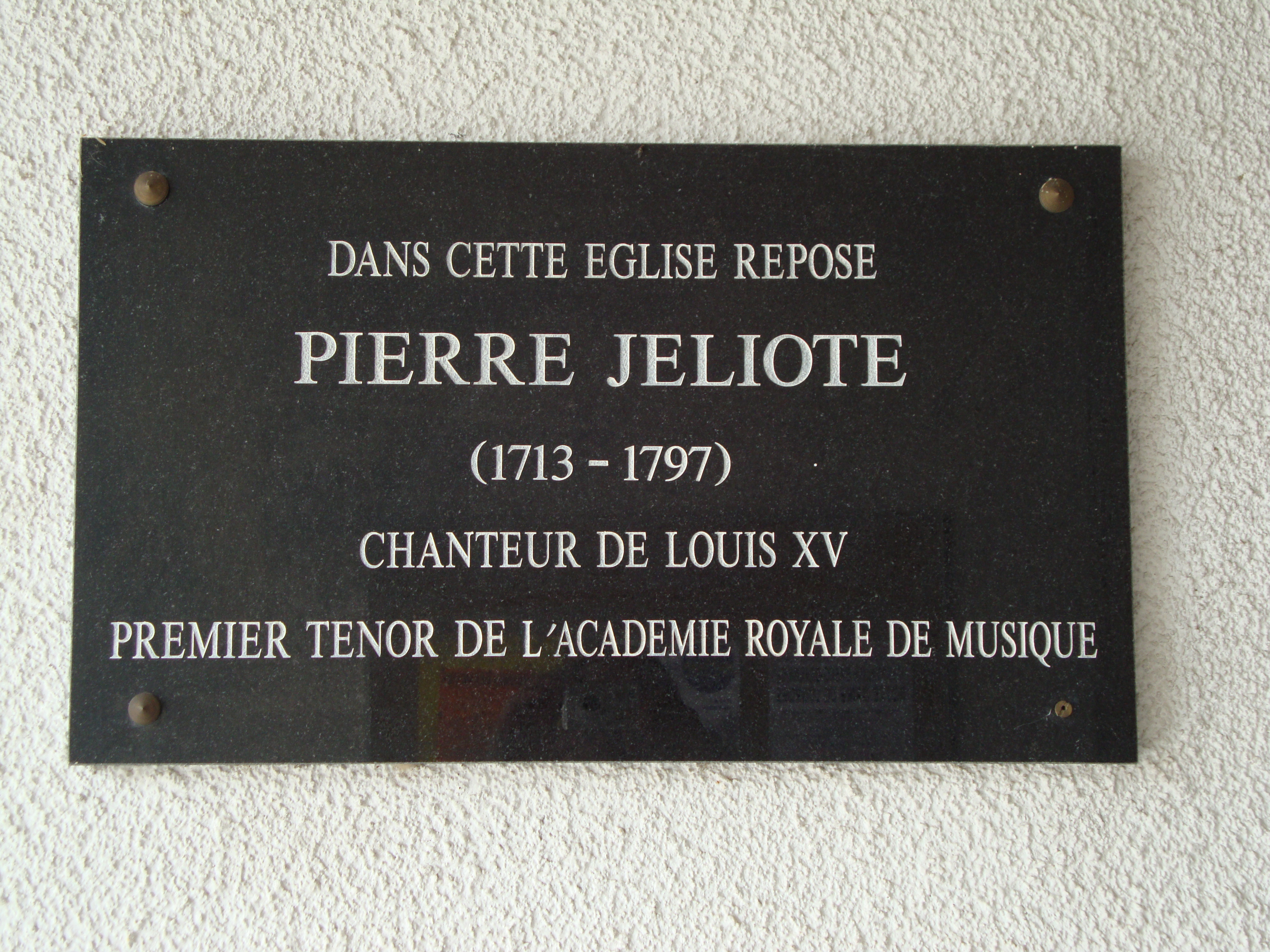
Plaque sur le mur de presbytère.

- Pierre de Jélyotte, chanteur et compositeur français né à Lasseube le 13 avril 1713, est mort à Estos le 11 septembre 1797[41].